# Justin Webster
Justin Webster és un periodista britànic que ha dirigit documentals sobre el procés independentista escocès, l'atemptat de l'11-M o Gabriel García Márquez emesos en televisions de tot el món. Viu a Catalunya des de l'any 2000.
Graduat en literatura clàssica a la Universitat de Cambridge, va treballar al diari The Independent. El 2004 va fer el seu debut com a director dirigint el llargmetratge documental FC Barcelona Confidential que va guanyar diversos premis internacionals. Ha abordat temàtiques que van des d'assassinats polítics a Guatemala fins a la vida dels gihadistes. El 2015 va dirigir el documental Gabo, la creació de Gabriel García Márquez.

## Documentals
- FC Barcelona Confidential (2004)[3]
- José Ma Aznar, una batalla inacabada (2010)
- Demà moriré (2013)[4]
- Gabo, la creació de Gabriel García Márquez (2015)
- Muerte en León (2016)
- Nisman: El fiscal, la presidenta y el espía (2020)[5]